# Alice Lee
Alice Teresa Lee (nascida em 13 de outubro de 2009) é uma enxadrista estadunidense que detém os títulos de Mestre Internacional (IM) e Grande Mestre Feminina (WGM) pela FIDE. É a mais jovem mulher americana, e a terceira mulher mais jovem do mundo, a alcançar o título de IM. Ela é três vezes Campeã Mundial Juvenil e ganhou duas medalhas olímpicas na 45ª Olimpíada de Xadrez da FIDE em Budapeste (bronze por equipes e prata individual). 

## Carreira
Alice Lee começou a jogar xadrez aos 6 anos no clube de xadrez de sua escola, onde seu irmão mais velho já era membro.
Aos 9 anos, ela venceu a seção sub-18 do Campeonato Nacional Feminino de 2019.  Lee é três vezes medalhista de ouro no Campeonato Mundial Juvenil (seção feminina sub-10 em 2019; seção feminina sub-12 em 2020; seção feminina sub-12 em 2021).
Com 13 anos, ela venceu o Campeonato Júnior Feminino dos EUA de 2023 com uma pontuação de 7,5/9, tornando-se a mais jovem vencedora da história do torneio.
Venceu a Copa Americana Feminina de 2024 ao derrotar a GM Irina Krush na Grande Final.  E defendeu seu título em 2025.

## Competições internacionais por equipes
Aos 13 anos, Lee jogou no tabuleiro principal da equipe dos EUA no Campeonato Mundial Feminino de Equipes de 2023, onde ganhou a medalha de ouro individual com uma pontuação de 7,5/11. A equipe feminina dos EUA alcançou seu melhor resultado no torneio, ficando em 4º lugar.
Em 2024, ela competiu na 45ª Olimpíada de Xadrez da FIDE em Budapeste, ajudando a equipe dos EUA a garantir sua primeira medalha em 16 anos ao ganhar o bronze. Com uma pontuação de 8/10, ela também ganhou a medalha de prata individual no tabuleiro 4.